# Hålsjön, Värmland
Hålsjön är en sjö i Torsby kommun i Värmland och ingår i Göta älvs huvudavrinningsområde. Sjön har en area på 0,194 kvadratkilometer och ligger 270,1 meter över havet. Sjön avvattnas av vattendraget Västra Jolen.

## Delavrinningsområde
Hålsjön ingår i det delavrinningsområde (668444-135654) som SMHI kallar för Inloppet i Jolkroktjärnen. Medelhöjden är 270 meter över havet och ytan är 11,4 kvadratkilometer. Räknas de 3 avrinningsområdena uppströms in blir den ackumulerade arean 33,04 kvadratkilometer. Västra Jolen som avvattnar avrinningsområdet har biflödesordning 4, vilket innebär att vattnet flödar genom totalt 4 vattendrag innan det når havet efter 378 kilometer. Avrinningsområdet består mestadels av skog (53 procent) och jordbruk (34 procent). Avrinningsområdet har 0,19 kvadratkilometer vattenytor vilket ger det en sjöprocent på 1,7 procent.